# アメリカン・スクール・イン・ジャパン
アメリカン・スクール・イン・ジャパン（American School in Japan、ASIJ）は、日本の東京都調布市に所在する教育機関。東京都認可の各種学校でもある。アメリカ人向けに運営されているナショナルスクールである。

## 概要

### 日本初のナショナルスクール
1902年（明治35年）に在日アメリカ人の子弟のためのナショナル・スクールとして、当時の東京府の築地(目黒区)に設立された。なお、日本における最初のナショナルスクールである。その後、第二次世界大戦による日米間の国交断絶による一時的な閉鎖を経て再開され、現在は東京都調布市と、港区の六本木ヒルズに校舎を構える。

### クラス
アメリカの教育法令に基づく全日制の男女共学校として、アーリーラーニングセンター（3歳から5歳までが対象とされる、日本における幼稚園に相当）から第12学年（日本の小学校・中学校・高等学校に相当）までのクラスを構え、英語での授業を行っている。なお、アーリーラーニングセンターは六本木ヒルズ校舎に置かれ、第12学年までは調布校舎に置かれている。

### 生徒構成
現在、日本にある外国人向け教育機関（在日米軍基地にある学校を除く）の中では一番規模が大きく、アメリカ人やアメリカからの帰国子女、アメリカ企業の駐在員の子弟などを中心としたアメリカ人を中心に1,400人以上の児童、生徒が在学している。

### 設備
日本最大の規模を誇るナショナルスクールとして設備も充実しており、体育館が3棟、プール、420人収容可能な劇場、ナイター設備とプロスポーツ対応の人工芝を備えたフィールドなどが備わる。
丹下設計事務所が新たな正門をデザインし、2012年（平成24年）に完成し、フィットネスジムやダンス スタジオ、レスリングルームも完備。

### テクノロジー

#### 1 to 1
2010年（平成22年）から2011年（平成23年）にかけて、「One to One Program」を導入。中学校から高校までの生徒が一人一台Apple(アップル社）のMacBookを持参し、授業で使用する。

#### その他
小学校では、第2学年よりAppleのiPadを持参、授業で毎日活用する。

## 入学資格
同校はアメリカ人向けの学校（ナショナルスクール）であることからアメリカ国籍者は優先して入学できる。また、2000年代頃より入学資格が厳しくなり、下記以外のものは入学不可である。
アメリカ国籍保有者、両親のどちらかがアメリカ国籍者、祖母か祖父のどちらかがアメリカ国籍者、アメリカからの帰国子女（企業や官庁などの駐在者の子女で親の駐在により一定期間在住し、現地の学校に在籍したことが証明できる者）、または両親のどちらかがアメリカ国籍の企業の在籍者であると、ウェイティングリストに空きがあれば入学できる。

## 卒業資格
同校はアメリカ人向けの学校であり、上記のように日本の文部科学省の学習指導要領に沿った教育を行わないことから、長年の間、日本の小学校・中学校・高等学校の卒業者相当と見なされることはなかった。
しかし、2003年（平成15年）10月に行われた文部科学省の中央教育審議会教育制度分科会において、学校教育法施行規則及び告示の一部改正が行われ、アメリカン・スクール・イン・ジャパンは「外国の学校教育制度において位置付けられた」教育施設で、「評価団体による評価を受けた教育施設として対象となる学校」であることから、セント・メリーズ・インターナショナル・スクールや、清泉インターナショナルスクール学園などの他のナショナル・スクールやインターナショナル・スクールとともに、第12学年を修了した場合、「（日本の）大学入学に関し高等学校を卒業した者と同等以上の学力があると認められる者」と指定され、日本の大学入学に際し、日本の高等学校卒業者と対等な資格を得られることになった。

## 進学先
生徒の多くはアメリカの大学に向かうが、日本の大学に進む生徒の場合、多くは国際基督教大学 (ICU) 教養学部や上智大学国際教養学部（旧：比較文化学部）、慶應義塾大学湘南藤沢キャンパス (SFC) 、テンプル大学ジャパンキャンパス、早稲田大学国際教養学部など、英語教育に対応した大学に進学する。そのほか、大阪大学、名古屋大学、明治学院大学、立命館アジア太平洋大学などに進学する生徒もいる。

## 不祥事

### ジャック・モイヤー性的虐待調査報告
2014年（平成26年）6月4日、アメリカン・スクール・イン・ジャパン理事会は、1962年（昭和37年）頃から2000年（平成12年）頃までアメリカン・スクール・イン・ジャパン (ASIJ) と関係があった元教員兼コンサルタントのジャック・モイヤーによる性的虐待被害の申立に関する独立調査を発表した。1970年代後半をはじめ1980年代、1990年（平成2年）など数回に渡り、この事実を告げられていた。その後も全く対処しなことに業を煮やした被害者女性と学校OBがジャパンタイムズにこの事実を告発した。その後、学校は全生徒および学校関係者、卒業者に対して事実を初めて認識し、謝罪メールを送信した。

## 著名な出身生徒
- エドウィン・O・ライシャワー
- ベアテ・シロタ・ゴードン
- ジョーン・フォンテイン
- ジュディ・オング
- 鮎川いずみ
- ミミ萩原
- ロイス・ローリー
- ジョン・カビラ
- ノーマ・フィールド
- 平井一夫
- 伊藤穰一
- ジョン・コーニン
- キャロライン洋子
- 南沙織
- アグネス・チャン
- 西田ひかる
- 黒沢浩
- JESSE
- 宇多田ヒカル（清泉インターナショナルスクールが芸能活動を禁じているため、本校へ転入）
- 青山テルマ
- May J.
- オリヴァー・プラット（※卒業はしていない）
- デイブ・フロム
- 尾崎裕哉
- ダイアン・マーチン
- 青山舞莉
- 春名柊夜

## 著名な教員
- バピ・ゴーシュ（インドドラマ監督）
- ジャック・モイヤー
- サリー・テリー（歌手）